# Albin Vidović
Albin Vidović (Zagabria, 11 febbraio 1943 – Bjelovar, 8 marzo 2018) è stato un pallamanista croato, fino al 1992 jugoslavo.

## Palmarès

### Olimpiadi
- 1 medaglia:
  - 1 oro (Monaco di Baviera 1972)

### Mondiali
- 1 medaglia:
  - 1 oro (Cecoslovacchia 1964)

### Giochi del Mediterraneo
- 1 medaglia:
  - 1 oro (Tunisi 1967)